# Badstraße (Bayreuth)

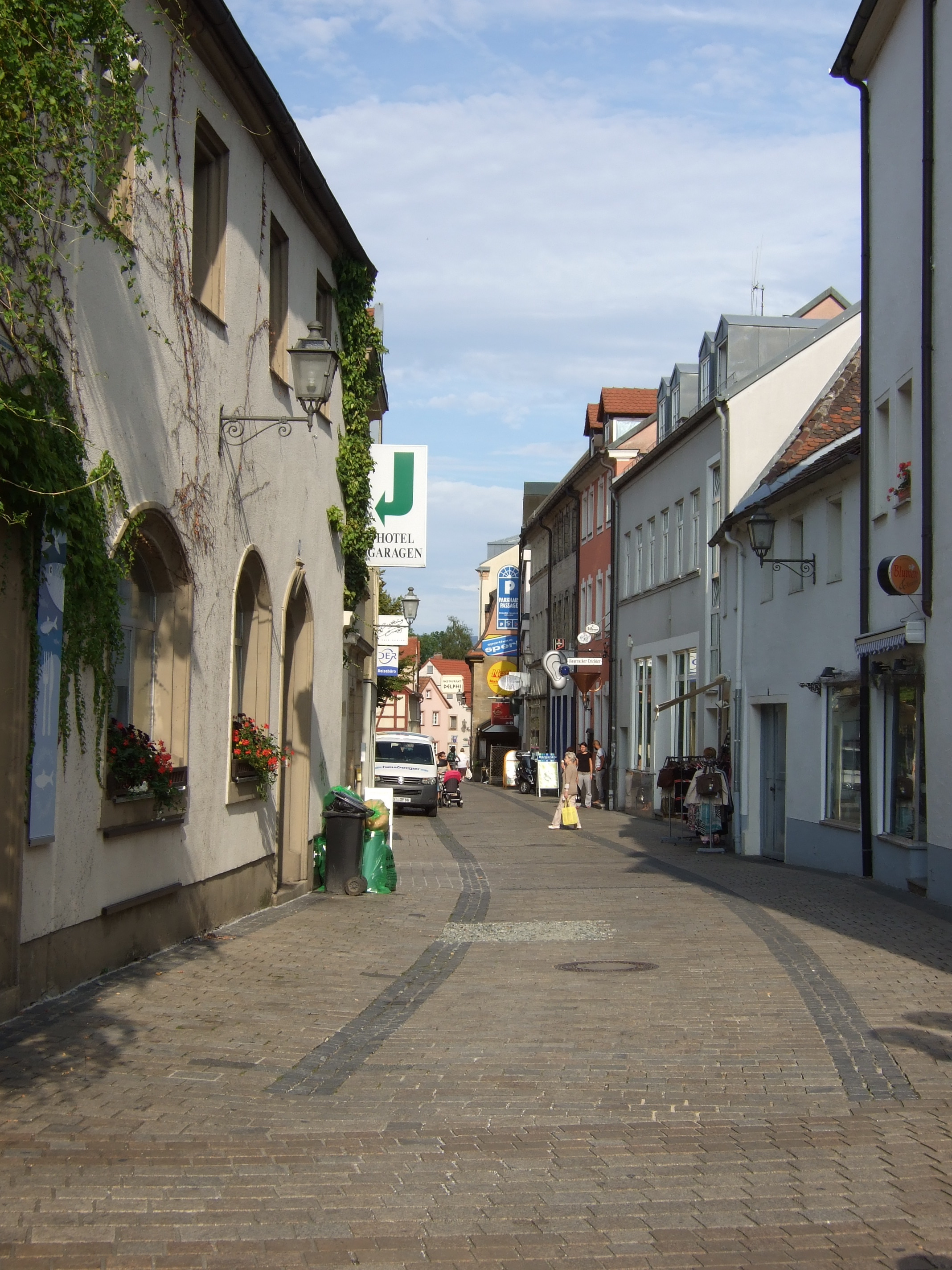
Die westliche Badstraße zwischen den Hausnummern 1 (links) und 2 vom Sternplatz aus gesehen

Die Badstraße ist eine Straße in der oberfränkischen Stadt Bayreuth.

## Name
Im Ersten Stadtbuch wurde die Straße 1446 als „Ziegelgass“ erwähnt. Die Existenz einer ehemaligen Ziegelhütte in diesem Bereich wird vermutet, ist aber nicht belegt. 1889 erhielt die Ziegelgasse ihren heutigen Namen, der sich auf Badeanstalten bezog, die seit dem Ende des 18. Jahrhunderts dort entstanden waren. Jedoch wird nach wie vor jeweils im August die „Ziegelgässer Kerwa“ gefeiert.

## Geschichte und Beschreibung
Die Badstraße ist Teil der historischen Innenstadt, die nicht mit dem peripher gelegenen Stadtteil Altstadt verwechselt werden darf. Sie beginnt am Sternplatz und endet heute an der Rathstraße. Ursprünglich fand sie ihre Fortsetzung in der Äußeren Badstraße, der durchgehende Straßenzug wurde jedoch durch den im Juli 1968 zwischen der Wieland-Wagner-Straße und dem Josephsplatz eröffneten ersten Abschnitt des Hohenzollernrings unterbrochen.
Nahezu geradlinig verläuft sie zunächst in dichter innerstädtischer Bebauung und erreicht nach ca. 130 Metern die Kreuzung mit der Dilchertstraße und der Münzgasse. In diesem Bereich ist sie Teil der Fußgängerzone Innenstadt, darf jedoch von und zu einem Parkhaus, einem Hotel und privaten Parkplätzen von Kraftfahrzeugen befahren werden. Einen sanften Bogen beschreibend führt sie weiter zur Romanstraße und darüber hinaus bis zur Einmündung der Graf-Münster-Straße in die Rathstraße. Zwischen den Häusern Badstraße 23 und 25 zweigt nach Norden die Stichstraße Rosenau ab, die einst zur gleichnamigen, 1796 eröffneten Badeanstalt führte. Ein weiteres Badehaus befand sich an der Badstraße 41 dort, wo heute die Romanstraße in den Hohenzollernring mündet.
Ab 1752 existierte in Höhe des Hauses Badstraße 30 das Ziegel-Thor, das die Straße in die Abschnitte Ziegelgasse und Ziegelgasse vor dem Thor teilte. Es diente vermutlich dem Erheben des Pflasterzolls und wurde 1854 wieder abgetragen. In seiner Häuserbeschreibung von 1800 schrieb Johann Sebastian König, die Straße sei „schmal, bei dem Eingang nur sieben Schritte breit, aber bis zu ihrem Tor 326 lang“. Dem Einwohnerbuch des Jahres 1937 ist zu entnehmen, dass die Badstraße damals fünf Bierwirtschaften, zudem Gemischtwarengeschäfte, Flaschnereien, Elektrogeschäfte, Installateure und Lager sowie unter anderem eine Vogelhandlung, eine Weinessig-, Essigsprit- und Likörfabrik, eine Motorfahrzeugfirma, ein Freibad und den Stadtbauhof aufwies.
Der jüdische Viehhändler Samuel Fleischer (1867–1952) erbte von seinem Vater das Haus Badstraße 30. Dort baute er einen mittelständischen Viehhandelsbetrieb auf, den er im Alter seinem Schwiegersohn Ludwig Fleischmann übertrug. Jener hatte 1923 Fleischers Tochter Nelly geheiratet und wurde Vorsitzender der Bayreuther Jüdischen Gemeinde sowie des Reichsbunds Jüdischer Frontsoldaten. Zu seinem Betrieb gehörten hinter dem Haus unter anderem Stallungen für mehr als 100 Rinder. Ende Februar 1940 konnten Ludwig Fleischmann und sein Sohn Arnold im letzten Moment in die USA emigrieren; im Sommer 1945 stand Arnold als GI wieder vor seinem Elternhaus.
Das Anwesen Badstraße 32 gehörte früher zur Essig-Fabrik Beck. Ein markantes Gebäude ist der Ziegelsteinbau der einstigen Spiritus-Raffinerie Benker mit dem „Backsteinturm“ (Badstraße 34). Der Unternehmer Conrad Hensel erwarb 1911 die Grundstücke Badstraße 36 und 38 und errichtete dort eine große Auto-Reparaturwerkstatt. Das Autohaus wurde später auf die gegenüberliegende Seite der Rathstraße (Badstraße 38a) erweitert und existierte in der Badstraße bis 1988.

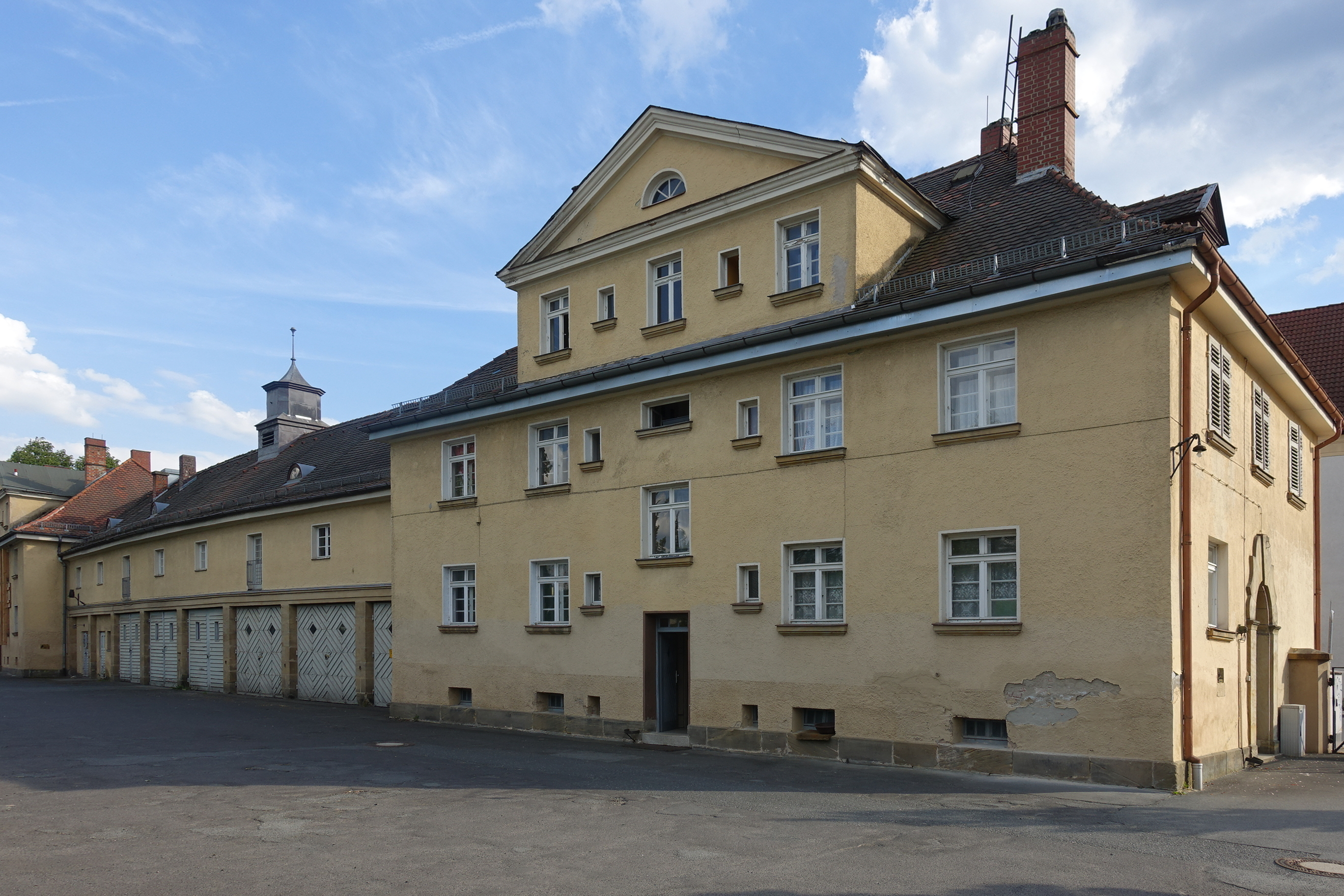
Ehemaliger Stadtbauhof vor der Sanierung (2018)

Auf dem Grundstück Badstraße 43 wurde in den Jahren 1926 bis 1928 der Stadtbauhof angelegt. Er bestand aus zwei zweigeschossigen Verwaltungs- und Wohnhäusern, die durch einen Garagen- und Werkstatttrakt miteinander verbunden waren. Da ein Teil seiner Fläche für den Bau des Hohenzollernrings benötigt wurde, wurde er 1968 an die Kulmbacher Straße verlegt. Das markante Hauptgebäude blieb erhalten und wurde vorübergehend von der Polizei genutzt; es wurde Anfang der 2020er Jahre saniert und 2023 einer neuen Bestimmung zugeführt.
Gegen Ende des Zweiten Weltkriegs wurden bei einem Luftangriff im April 1945 die Häuser Badstraße 29 („Restauration Saalbau Rosenau“), 31, 33, 35 und 37 durch Fliegerbomben zerstört. Das erhaltene Hintergebäude mit dem 1925 errichteten Saalbau fiel 2017 einem Brand zum Opfer. Im Bereich der Hausnummern 31 bis 37 wurde in den Jahren 1978 und 1987 das Hotel und Restaurant Lohmühle errichtet.

## Bäder
Nachdem die mittelalterlichen Badestuben verschwunden waren, hatte die Masse der Bevölkerung kaum ausreichend Gelegenheit zur Körperhygiene. Dieser Mangel konnte durch die Bereitstellung öffentlicher Badeplätze nur begrenzt ausgeglichen werden. 1789 bemühte sich Johann Sebastian Morg um die Errichtung einer Badeanstalt in Form von zwei Badeschiffen im Roten Main. Zunächst blieb es jedoch bei vergeblichen Vorstößen. Im Jahr 1814 standen in der Stadt drei öffentliche Badeplätze zur Verfügung, zudem existierten privat betriebene Badeanstalten.
Die komfortable Badeanstalt Rosenau lag in etwa hinter dem heutigen Hotel Lohmühle. Sie entstand im Haus des ehemaligen Hoforgelmachers Johann Christoph Hacker, das der Medizinalrat Gottlieb Edler von Schallern in den 1790er Jahren erwarb und umbaute. In das zweigeschossige Gebäude mit Walmdach, das um 1900 durch einen flachen Anbau erweitert wurde, gelangte man durch einen kleinen Garten. Im Erdgeschoss wies es vier beheizbare Räume mit Badewannen und Hähnen für kaltes Wasser auf, das warme Wasser wurde aus der Küche gebracht. Für kalte Bäder und Duschen stand ein hölzerner Bau zur Verfügung, von dem aus man in den Mühlkanal des Roten Mains steigen konnte bzw. hinabgelassen wurde.
An der heutigen Badstraße 41 befand sich ein zweigeschossiges Badehaus, das ein Taxator namens Weiß etwa zur gleichen Zeit eröffnet hatte. Auch dort wurden warme Wannenbäder und Treppen in den Kanal hinab angeboten. Ein kleiner Garten und ein weiteres Gebäude mit einem „Alcov“ im oberen Stock und einigen kleinen „Kabinetten“ im Parterre dienten dem Vergnügen der Gäste.
In den Jahren 1887/88 wurde geplant, auf einer Wiese hinter der Rosenau eine städtische Badeanstalt „für das weibliche Geschlecht“ zu errichten, was jedoch zunächst nicht realisiert wurde. Erst im ersten Jahrzehnt des 20. Jahrhunderts wurde mit dem „Damenbad“ eine Schwimmanstalt für Frauen an der Badstraße eröffnet.

## Nach 1945 verschwundene Gebäude

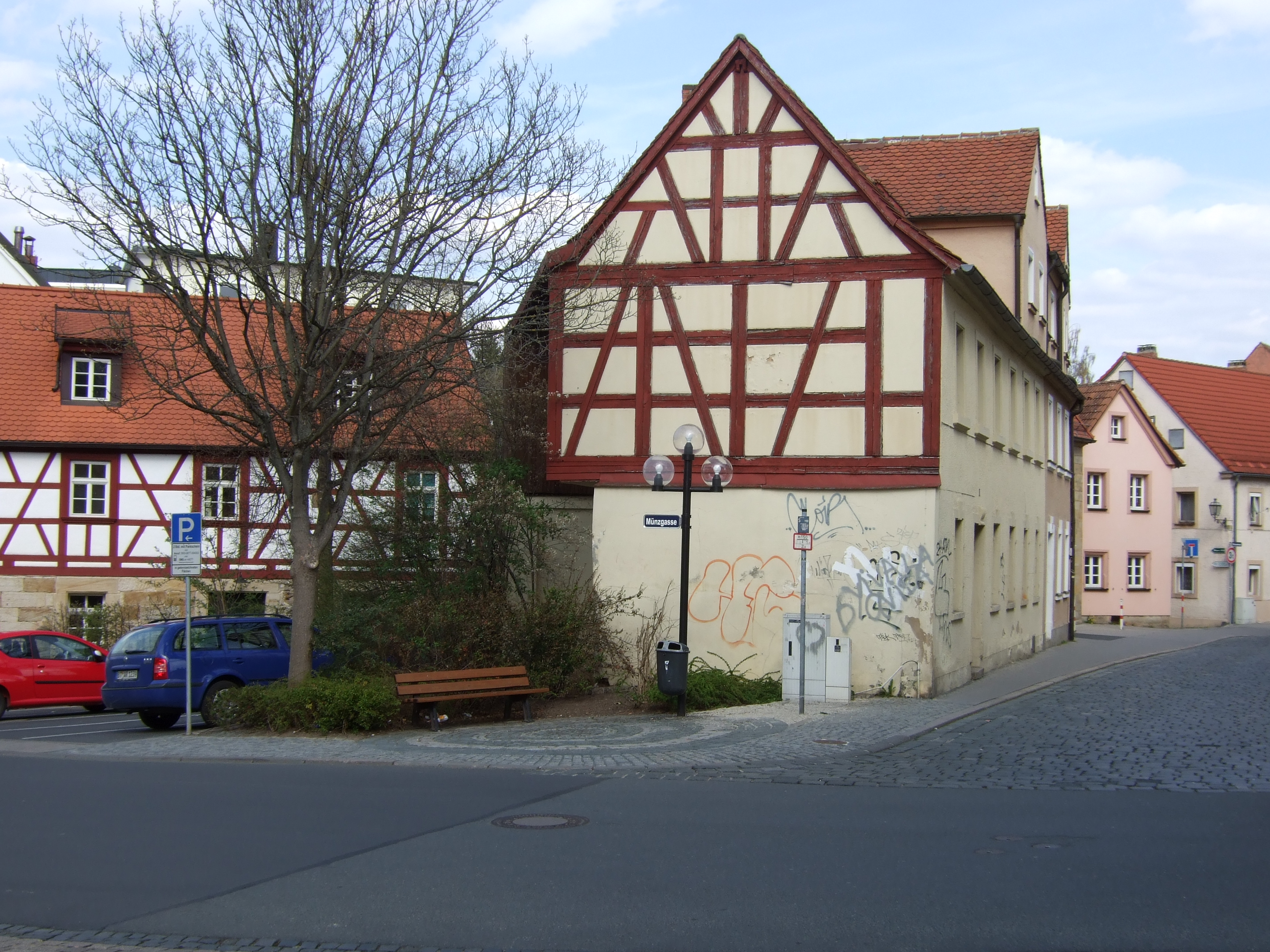
Mittig das Haus Badstraße 17, davor die Fläche des 1974 abgebrochenen Hauses Badstraße 15

- Badstraße 7 und 7½ (Gemischtwarenhandlung Hübner), 1989 abgebrochen[2] und anschließend durch einen Neubau der Kreissparkasse Bayreuth–Pegnitz ersetzt[11]
- Badstraße 12: Seifensiederei Heinrich Schaffner, gegründet 1755; zweigeschossiges Gebäude mit Zwerchhaus, abgebrochen und durch einen Neubau mit Parkhaus ersetzt[2]
- Badstraße 15, Eckgebäude zur Münzgasse mit Zwerchhaus, zuletzt Metzgerei Morg, 1974 ersatzlos abgerissen[12]
- Badstraße 27
- Badstraße 36 und 38, ehemals Auto-Hensel, Abbruch im Jahr 1990[6]

## Baudenkmäler
- Badstraße 1: Gaststätte Wolffenzacher, zweigeschossiger Satteldachbau mit Datumszahl 1616
- Badstraße 14: zweigeschossiger traufständiger Sandsteinquaderbau mit Mansarddach, um 1800
- Badstraße 22: zweigeschossiger traufständiger Sandsteinquaderbau mit Walmdach aus der ersten Hälfte des 19. Jahrhunderts
- Badstraße 23: schmaler zweigeschossiger Sandsteinquaderbau mit Walmdach, um 1800
- Badstraße 26: zweigeschossiger traufständiger Putzbau mit Mittelrisalit und Walmdach mit Zwerchhaus, um 1870
- Badstraße 30: zweigeschossiger traufständiger Sandsteinquaderbau mit Schopfwalmdach
- Badstraße 43, 43 a und 43 b: Hauptgebäude des ehemaligen Stadtbauhofs, zwei Kopfbauten mit dazwischenliegendem Verbindungsbau für Pferdestallungen mit Dachreiter[7]

## Sonstiges
In der Nachkriegszeit befand sich im Haus Badstraße 8 das örtliche Parteibüro der Kommunistischen Partei Deutschlands (KPD). Am Tag nach dem Inkrafttreten des KPD-Verbots wurde es am 18. August 1956 geschlossen, das Material der Partei wurde umgehend beschlagnahmt und abtransportiert.